# Mader
Mader je priimek več oseb:
- Janez Melhijor Mader, slovenski konjar
- Logan Mader, kitarist
- Anton Mader, nosilec viteškega križca železnega križca
- Anton-Josef Mader, nosilec viteškega križca železnega križca
- Franz Mader, nosilec viteškega križca železnega križca
- Hans Mader, nosilec viteškega križca železnega križca